# Dischistocalyx
Dischistocalyx es un género de plantas con flores perteneciente a la familia Acanthaceae. El género tiene 29 especies de hierbas descritas y de estas, solo 12 aceptadas. Están distribuidas por África.

## Taxonomía
El género fue descrito por T.Anderson ex Benth y publicado en Genera Plantarum 2: 1080. 1876. La especie tipo es: Dischistocalyx thunbergiiflorus (T. Anderson) Benth. ex C.B. Clarke.

## Especies deDischistocalyx
| - Dischistocalyx bignoniiflorus - Dischistocalyx buchholzii - Dischistocalyx champluvieranus - Dischistocalyx confertiflorus - Dischistocalyx epiphytica | - Dischistocalyx laxiflorus - Dischistocalyx obanensis - Dischistocalyx pubescens - Dischistocalyx ruellioides - Dischistocalyx togoensis |

- Lista de especies